# 松平親則
松平 親則（まつだいら ちかのり、永享10年（1438年） - 寛正2年10月1日（1462年11月3日））は、室町時代の武将。
松平信光の子。長沢松平家の祖。通称 源七郎、備中守。院号 妙心院。妻は愛知氏の女。子に松平親益。

## 略歴
松平信光より三河国額田郡岩津妙心寺城を給わり、後に宝飯郡長沢に長沢城を築いて移住した。寛正2年（1462年）10月1日に死去、享年25。法名は祥公。墓所は親則の菩提のために信光が岩津妙心寺城跡に建立した岩津の旧妙心寺（現円福寺）で、妙心院と称された。